# Julija Dschyma
Julija Walentyniwna Dschyma (ukrainisch Юлія Валентинівна Джима, englisch Yuliia Dzhima; * 19. September 1990 in Kiew, Ukrainische SSR, Sowjetunion) ist eine ukrainische Biathletin.

## Karriere
Julija Dschyma, Tochter von Walentyn Dschyma, lebt in Kiew. Sie studiert an der Staatsuniversität von Sumy und arbeitet zudem als Trainerin. Sie begann 2005 mit dem Biathlonsport, gehört seit 2009 dem ukrainischen Nationalkader an und wird von Oleksandr Krawtschenko und N. Krawtschenko trainiert. Ihr internationales Debüt gab Dschyma bei den Biathlon-Juniorenweltmeisterschaften 2008 in Ruhpolding, wo sie 31. des Einzels wurde und im Sprint als 61. um einen Rang das Verfolgungsrennen verpasste. Besser liefen die Biathlon-Juniorenweltmeisterschaften 2009 in Canmore, bei denen sie 12. des Einzels, 24. des Sprints sowie 17. der Verfolgung wurde und als Vierte mit der Staffel nur um einen Rang eine Medaille verpasste. Auch bei den Juniorinnenrennen der Biathlon-Europameisterschaften 2009 in Ufa verpasste sie als Staffelvierte eine Medaille, gewann aber hinter Olga Wiluchina und Synnøve Solemdal im Einzel die Bronzemedaille. Zudem wurde sie 12. des Sprints und Fünfte des Verfolgers. Im weiteren Jahresverlauf nahm die Ukrainerin auch an den Crosslauf-Juniorenrennen der Sommerbiathlon-Weltmeisterschaften 2009 in Oberhof teil und erreichte die Ränge 22 im Sprint und 15 in der Verfolgung. Nach dem Wechsel von der Jugend zu den Junioren konnte Dschyma bei den Biathlon-Juniorenweltmeisterschaften 2010 in Torsby mit den Plätzen 44 im Einzel und 41 im Sprint nicht an die Ergebnisse des Vorjahres anknüpfen. Wiederum erreichte sie bessere Resultate bei den Juniorenrennen der Biathlon-Europameisterschaften 2010 in Otepää; sie wurde Neunte des Einzels, 22. des Sprints, 14. der Verfolgung und Siebte mit der ukrainischen Mixed-Staffel. Bessere Leistungen als im Jahr zuvor zeigte Dschyma bei den Biathlon-Juniorenweltmeisterschaften 2011 in Nové Město na Moravě. Im Einzel verpasste sie als Vierte knapp eine Medaille, wurde 35. des Sprints, 25. der Verfolgung und Fünfte mit der Staffel. Es folgten die Juniorenrennen der Sommerbiathlon-Weltmeisterschaften 2011 in Nové Město, wo Dschyma hinter Olga Galitsch und Monika Hojnisz die Bronzemedaille im Sprint gewann und als Fünfte im Verfolgungsrennen und als Vierte mit der Staffel knapp weitere Medaillengewinne verpasste.
Seit Beginn der Saison 2011/12 startet Dschyma bei den Frauen im IBU-Cup. Beim ersten Rennen in Beitostølen, einem Sprint, gewann sie als 33. sogleich erste Punkte. Im weiteren Saisonverlauf schaffte sie bei einem Einzel in Nové Město als Siebte eine erste Top-Ten-Platzierung. Mit zusammen vier Resultaten unter den besten Zehn wurde sie in der Gesamtwertung Elfte. Bei den Biathlon-Europameisterschaften 2011 in Ridnaun, ihrem ersten Großereignis bei den Frauen, gewann sie mit Olena Pidhruschna und den Semerenko-Schwestern in der ukrainischen Staffel die Goldmedaille. Im Einzel wurde sie 30., 19. im Sprint und 14. im Verfolgungsrennen. In der Saison 2011/12 kam die Ukrainerin in Obertilliach als Zweite hinter Jekaterina Glasyrina erstmals aufs IBU-Cup-Podium. Im weiteren Saisonverlauf debütierte sie in Oberhof im Biathlon-Weltcup und gewann schon im ersten Rennen als 34. eines Sprints Punkte. Bei den Biathlon-Europameisterschaften 2012 in Osrblie gewann sie erneut den Titel mit der Staffel in der Besetzung des Vorjahres. Zudem wurde sie 15. des Einzels, 25. des Sprints und 18. der Verfolgung. Im Sprintrennen von Oberhof in der Saison 2012/2013 belegte Julija Dschyma mit Platz sechs erstmals einen Platz in den Top Ten eines Weltcuprennens. Bei den Biathlon-Weltmeisterschaften 2013 in Nové Město na Moravě gewann sie mit der ukrainischen Staffel in derselben Besetzung wie schon bei den Europameisterschaften 2011 die Silbermedaille. 2014 wurde sie in Sotschi mit der Staffel Olympiasiegerin.
Die nächsten beiden Saisons verliefen weniger erfolgreich, dennoch hatte einige Dschyma Top-10-Platzierungen. In der Saison 2016/17 konnte sie sich wieder verbessern und erreichte mit dem achten Platz die beste Gesamtweltcupplatzierung ihrer Karriere. Zudem gewann sie bei den Europameisterschaften im polnischen Duszniki-Zdrój drei Medaillen und bei den Weltmeisterschaften die Silbermedaille mit der Staffel. In der Saison 2017/18 wurde sie im schwedischen Östersund in zwei Rennen Dritte. Bei den Olympischen Spielen in Pyeongchang konnte Dschyma krankheitsbedingt nur im Einzel starten, welches sie als 20. beendete. Mit der Staffel wurde sie Elfte, mit der Mixed-Staffel kam sie auf Platz sieben.
Am 6. Dezember 2018 gewann sie auf der Pokljuka dank eines fehlerfreien Schießens ihr erstes Einzelrennen im Weltcup.

## Statistiken

### Weltcupplatzierungen
Die Tabelle zeigt alle Platzierungen (je nach Austragungsjahr einschließlich Olympische Spiele und Weltmeisterschaften).
- 1.–3. Platz: Anzahl der Podiumsplatzierungen
- Top 10: Anzahl der Platzierungen unter den ersten zehn (einschließlich Podium)
- Punkteränge: Anzahl der Platzierungen innerhalb der Punkteränge (einschließlich Podium und Top 10)
- Starts: Anzahl gelaufener Rennen in der jeweiligen Disziplin

| Platzierung             | Einzel | Sprint | Verfolgung | Massenstart | Staffel | Gesamt |
| ----------------------- | ------ | ------ | ---------- | ----------- | ------- | ------ |
| 1. Platz                | 1      |        |            |             | 3       | 4      |
| 2. Platz                | 1      |        | 1          |             | 7       | 9      |
| 3. Platz                | 1      | 2      |            |             | 7       | 10     |
| Top 10                  | 7      | 9      | 12         | 8           | 40      | 76     |
| Punkteränge             | 21     | 50     | 38         | 21          | 43      | 173    |
| Starts                  | 22     | 62     | 43         | 21          | 45      | 193    |
| Stand: 23. Februar 2020 |        |        |            |             |         |        |

### Weltcupsiege
Alle Siege bei Biathlon-Weltcups. Durch Anklicken des Symbols im Tabellenkopf sind die Spalten sortierbar.
| Nr. | Datum        | Ort      | Disziplin |
| --- | ------------ | -------- | --------- |
| 1.  | 6. Dez. 2018 | Pokljuka | Einzel    |

| Nr. | Datum         | Ort        | Disziplin |
| --- | ------------- | ---------- | --------- |
| 1.  | 3. Jan. 2013  | Oberhof    | Staffel 1 |
| 2.  | 7. Dez. 2013  | Hochfilzen | Staffel 1 |
| 3.  | 17. Jan. 2016 | Ruhpolding | Staffel 2 |

### Olympische Winterspiele
Ergebnisse bei Olympischen Winterspielen:
| Olympische Winterspiele | Olympische Winterspiele | Einzel | Sprint | Verfolgung | Massenstart | Staffel | Mixedstaffel |
| Jahr                    | Ort                     | Einzel | Sprint | Verfolgung | Massenstart | Staffel | Mixedstaffel |
| ----------------------- | ----------------------- | ------ | ------ | ---------- | ----------- | ------- | ------------ |
| 2014                    | Sotschi                 | 7.     | 42.    | DNS        | 22.         | 1.      | –            |
| 2018                    | Pyeongchang             | 20.    | –      | –          | –           | 11.     | 7.           |

### Weltmeisterschaften
Ergebnisse bei den Weltmeisterschaften:
| Weltmeisterschaften | Weltmeisterschaften | Einzel | Sprint | Verfolgung | Massenstart | Staffel | Mixedstaffel | Single-Mixedstaffel |
| Jahr                | Ort                 | Einzel | Sprint | Verfolgung | Massenstart | Staffel | Mixedstaffel | Single-Mixedstaffel |
| ------------------- | ------------------- | ------ | ------ | ---------- | ----------- | ------- | ------------ | ------------------- |
| 2012                | Ruhpolding          | –      | 39.    | 48.        | –           | –       | –            |                     |
| 2013                | Nové Město          | 13.    | –      | –          | –           | 2.      | DSQ          |                     |
| 2015                | Kontiolahti         | 38.    | –      | –          | –           | 5.      | 11.          |                     |
| 2016                | Oslo                | 22.    | 31.    | 9.         | 25.         | 5.      | –            |                     |
| 2017                | Hochfilzen          | 9.     | 22.    | 23.        | 6.          | 2.      | 5.           |                     |
| 2019                | Östersund           | 12.    | 54.    | DNS        | –           | 3.      | –            | –                   |
| 2020                | Antholz             | 37.    | 22.    | 19.        | –           | 3.      | 5.           | –                   |